# 袈裟

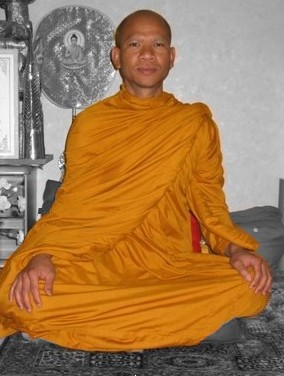
袈裟を着たラオスの比丘

袈裟（けさ）とは仏教の僧侶が身につける布状の衣装のことである。梵語で「壊色・混濁色」を意味するカーシャーヤ (kāṣāya) を音訳したもの。糞掃衣（）、福田衣（）、法衣（）ともいう。

## 歴史
起源は、インドの仏教僧侶が身にまとっていた布。仏教では本来、出家僧侶は財産になるような私有物を持つことを禁じられており衣服も例外ではなかった。そのため価値や使い道が無くなり捨てられたぼろ布、死体置き場におかれた死者の衣服、汚物を拭う（=糞掃）くらいしか用の無くなった端布を拾い集め綴り合せて身を覆う布を作った。布は在家者（白い布をまとっていた）と区別するために草木や金属の錆を使って染め直され（染壊）、黄土色や青黒色をしていた。梵語の名前はこの色（壊色（））に由来する。下着にあたる安陀会（）、普段着にあたる鬱多羅僧（）、儀式・訪問着にあたる僧伽梨（）の3枚がある。これに食事や托鉢に使う持鉢をあわせて三衣一鉢（さんねいっぱつ）と呼び、僧侶の必需品とされた。
仏教がより寒冷な地方に伝播するにつれて下衣が着られるようになり、中国に伝わる頃には本来の用途を失って僧侶であることを表す装飾的な衣装となった。日本に伝わってからはさらに様々な色や金襴の布地が用いられるようになり、その組み合わせによって僧侶の位階や特権を表すものになった。特に江戸時代までは「紫衣（）」、「紫袈裟」は天皇の勅許が必要であった。なお、一般の僧は黒い衣であったことから「黒衣」（）と称された。

## 形態

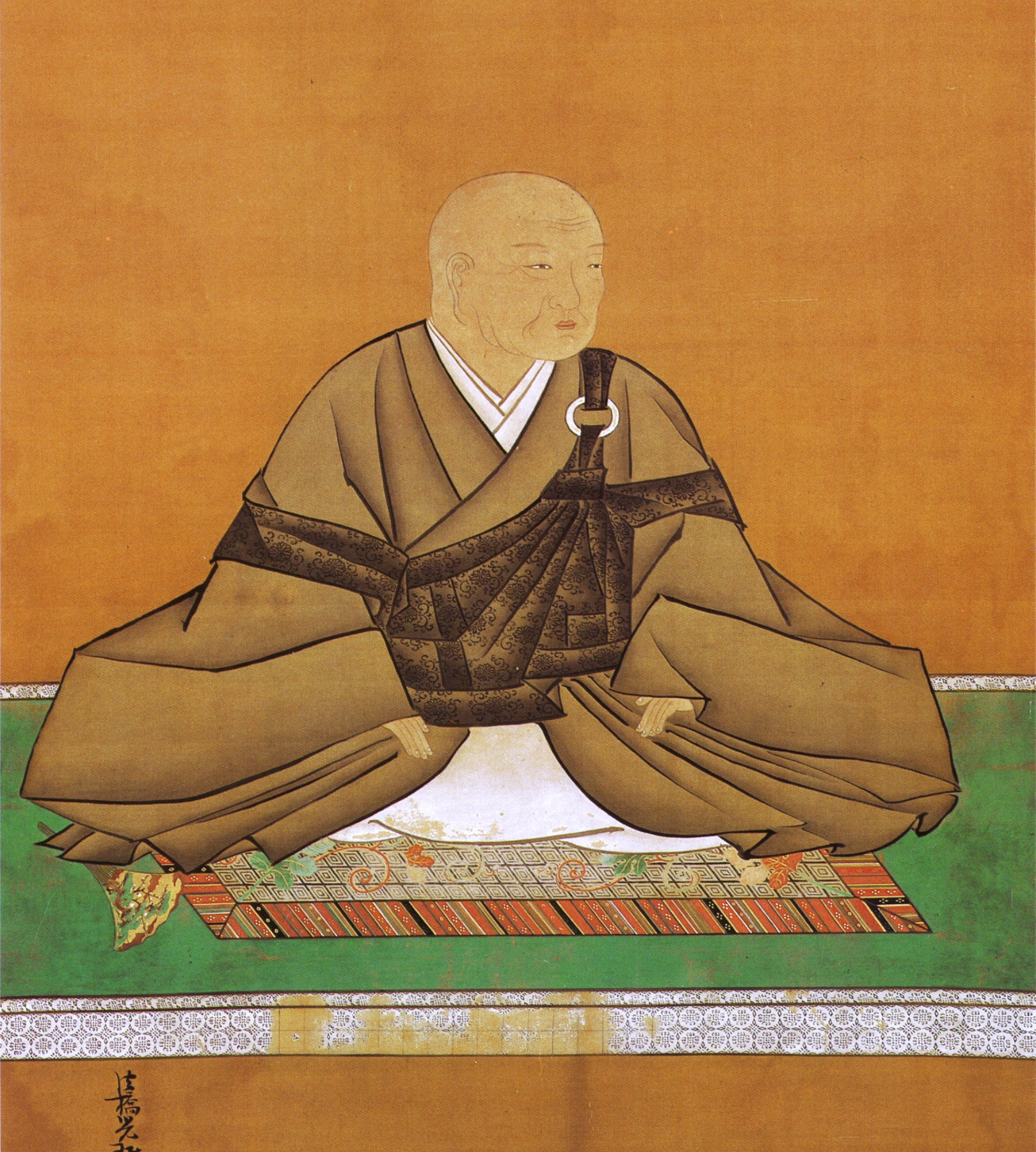
袈裟（後水尾院）※直裰の上から大型の掛絡を着けた禅僧の姿。サオ（肩紐）の一部を肩から外している。サオは二本で、背側で繋がっている

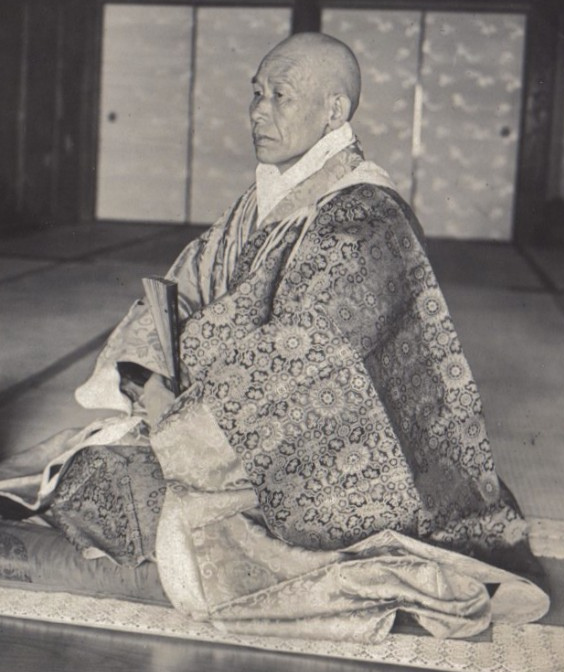
金襴の袈裟（1914年）

古くは両肩を含め全身を覆うように着用したが、現在では特別な場合を除き右肩を出すようにして掛ける（=偏袒右肩（へんだんうけん））。これは如来が両肩を覆って着用している（=通肩（つうけん））のに対して、仏への崇拝と畏敬の念を表すためである。インドでは尊敬する人物の前では敵意が無い事を示すために右肩を出す事が通例であった。
宗派や用途によって形状に多くのバリエーションがあるが、小さく裁断した布を縫い合わせて作られる基本的な縫製法は共通している。小さな布を縦に繋いだものを条（じょう）と呼び、これを横に何条か縫い合わせて作られる。条の数は一般には五条、七条（しちじょう）、九条（くじょう）の3種類であり、条数の多い方が尊重される。古い時代の袈裟には十五条、二十三条なども見られる。
縫い合わされた布が水田のように見えることから、袈裟を福田衣と呼ぶことがある。一説には釈迦に帰依した舎衛国の波斯匿王が仏弟子とバラモン僧を見まちがえて礼拝したため区別できるよう衣装の定めを設けるよう願った際、釈迦が傍らの阿難尊者に水田を指差して「あのようにすればよいだろう」と言われたことに由来するという。また、善行の種をまいて功徳を得るとする福田思想に由来するともいう。
禅宗では袈裟は嗣法（釈迦以来の仏法が師匠から弟子に正しく伝えられること）の重要な証である。師匠は弟子の修行が十分に達成されたと判断した時、仏法の核心を伝授しその証として祖師伝来の袈裟と持鉢を与える。「衣鉢を継ぐ」という言葉はこれに由来している。その強い象徴性故に威信財としても機能し、頂相では像主の正当性を示すため、先師から相伝した袈裟を描き込むことがしばしば見られ、時には金銭を超えた贈答品としても用いられた。
一部の宗派では輪袈裟という簡易型の袈裟を僧侶の他、在家信徒も法会参列時に使用する。

## その他
袈裟雄、袈裟男、今朝男という名前の人をたまに見かけるがそれは本人の誕生時、胎内で臍の緒が首に絡まって生まれてきた状態が袈裟を着ているように見えることに由来する。胎内でこの状態になると非常に危険で死亡率が高く、無事生まれてきた子の成長のための呪い事（）としてこの名がつけられる。
一般的には袈裟を着る（きる）と思われがちだが、僧侶の世界では衣（ころも）は着る、袈裟は着ける（つける）と   言い分けている。